# ديف سيمونز
ديف سيمونز (بالإنجليزية: Dave Simmons)‏ (24 أكتوبر 1948 في المملكة المتحدة - 3 يوليو 2007 في المملكة المتحدة) هو لاعب كرة قدم بريطاني في مركز الهجوم. لعب مع أستون فيلا وكامبريدج يونايتد وكولتشستر يونايتد ونادي أرسنال ونادي برينتفورد ونادي بورنموث ونادي والسول.